# FEBS Journal
FEBS Journal, скорочено FEBS J. — науковий журнал, який видається Федерацією європейських біохімічних товариств (FEBS). До 2005 року журнал називався European Journal of Biochemistry, ця назва використовувалася з 1967 по 2004 рік. Спочатку журнал був заснований як Biochemische Zeitschrift у 1906 році Карлом Нойбергом. Журнал спрямований на швидку публікацію оригінальних робіт з усіх галузей молекулярних наук про життя. Журнал охоплює наступні напрямки:
- Старість
- Клітинна динаміка та біологія органел
- Клітинна та молекулярна мікробіологія
- Ферменти і каталіз
- Епігенетика
- Експресія генів, транскрипція та трансляція
- Імунологіїя
- мембрани та мембранні білки
- Метаболізм і метаболічна регуляція
- Методи та методики (мас-спектрометрія тощо)
- Молекулярна еволюція
- Молекулярні механізми захворювань людини
- Молекулярна медицина
- Молекулярна нейробіологія
- Біологія розвитку
- Трансдукція сигналу та сигнальні механізми
- Функції стовбурових клітин і регенерація тканин[1].

Імпакт-фактор у 2019 році склав 4,392.  Згідно зі статистичними даними ISI Web of Knowledge, у 2014 році журнал посів 77 місце серед 289 журналів у категорії «Біохімія та молекулярна біологія».
Старі випуски FEBS Journals/European Journal of Biochemistry доступні на сайті видавництва. 
Головний редактор — Шеймус Мартін (Трініті-коледж Дубліна, Ірландія). 